# 노병채
노병채(1994년 3월 16일 ~)는 스코어본 하이에나들의 투수다.

## 출신 학교
- 무학초등학교
- 마산중학교
- 마산고등학교
- 동강대학교